# Charles Caby
Pour les articles homonymes, voir Caby.
Charles Caby, né à Lille le 29 février 1880, et mort dans la même commune le 31 janvier 1934,, est un sculpteur français.

## Biographie
Fils du sculpteur Jules Caby, Charles devient élève de Louis-Ernest Barrias, Jules Coutan et Hippolyte Lefèbvre. Membre du Salon des artistes français, il y obtient une mention honorable en 1910. 
En 1903, la Ville de Lille lui octroie un subside de 600 francs.
Statuaire (La Poésie, Opéra de Lille), on lui doit des bustes en bronze ornant des tombes telle celle de Gustave Delory dans le cimetière du Sud de Lille, le Monument à madame de Clercq, dit de la Découverte du charbon (1913, détruit durant la Première Guerre mondiale, refondu en 1932) à Oignies, et des monuments aux morts (Pont-à-Marcq).

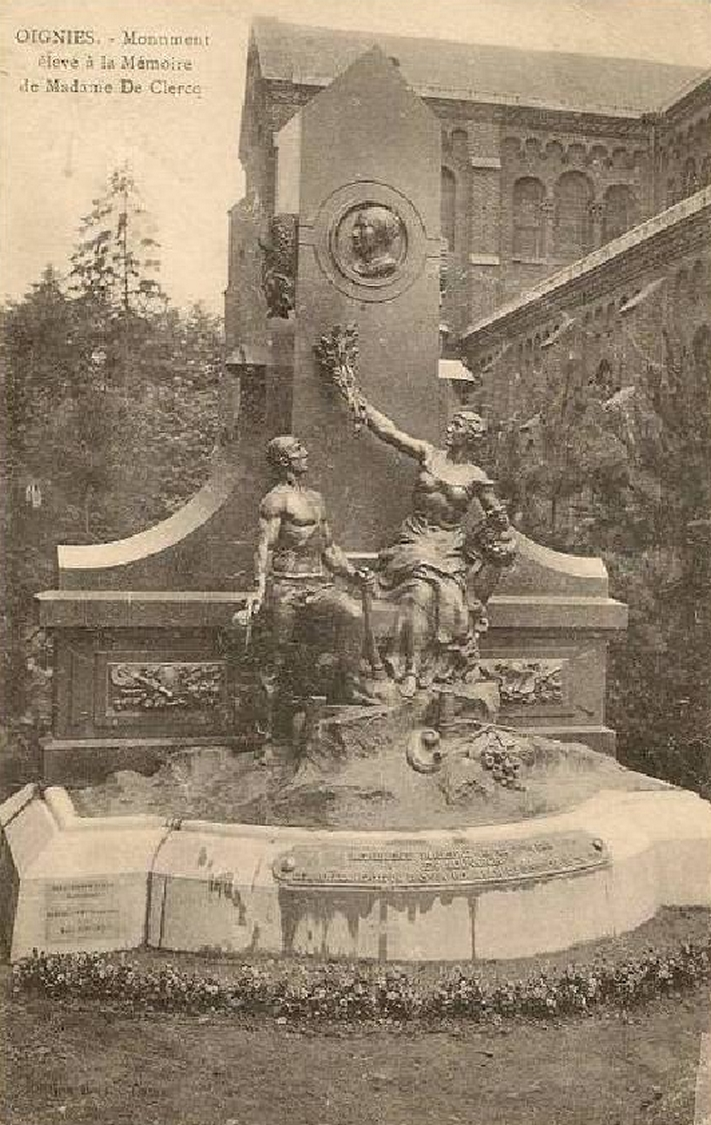
Monument à madame de Clercq, dit de la Découverte du charbon (1913), Oignies.